# Michael Barbaro
Michael Barbaro (New Haven, 12 de outubro de 1979) é um jornalista e historiador estadunidense. É conhecido por apresentar o popular podcast de notícias diário The Daily, pertencente ao jornalThe New York Times.

## Biografia

### Primeiros anos e formação acadêmica
Barbaro nasceu em North Haven, cidade no interior de Connecticut. Sua mãe, Jean, trabalhava como bibliotecária na cidade de Newington, também em Connecticut. Seu pai, Frank, trabalhava como bombeiro em New Haven. Sua mãe é judia e Barbaro se identifica como judeu. A irmã de Barbaro, Tracy Barbaro, trabalha na Universidade Harvard como coordenadora de laboratório de pesquisa. No ensino médio, Michael e Tracy realizavam entregas do jornal local New Haven Register todos os dias da semana. Ambos estudaram na Hamden Hall Country Day School localizada em Hamden. 
Durante o ensino médio, Barbaro escreveu para o jornal oficial de Hamden Hall, The Advent. Barbaro, com seu colega de classe e futuro colega de The New York Times, Ross Douthat, também co-fundou e dirigiu o jornal underground da escola, La Verité. Quando adolescente, Barbara sonhava em ser o chefe do escritório do NYT em Jerusalém.
Obteve diploma em História pela Universidade Yale no ano de 2002. Enquanto estava em Yale, trabalho para o Yale Daily News, jornal produzido pelos alunos da universidade, e mais tarde se tornou seu editor-chefe, supervisionando uma equipe de quase 100 estudantes de redação.

## Atuação

#### 2002-2016: Repórter
Após a graduação, Barbaro foi contratado pelo jornal The Washington Post, para cobrir a área de biotecnologia do jornal. No ano de 2005, ingressou deixou o Washington Post e ingressou no The New York Times, onde cobriu extensivamente a multinacional Walmart até 2007 para a seção de negócios do jornal. Em seguida, passou a cobrir a prefeitura de Nova York e a indústria de varejo americana.
Na cobertura de política, tornou-se em dos principais repórteres da cobertura nacional do NYT, sendo um dos principais articulistas do jornal durante a Eleição presidencial nos Estados Unidos em 2016 frequentemente escrevia artigos de primeira página sobre o assunto.

#### The Run-Up
Em agosto de 2016, o The New York Times lançou o The Run-Up, um podcast político duas vezes por semana que Barbaro apresentava. O podcast durou até a eleição presidencial em novembro de 2016.

##### The Daily
Em fevereiro de 2017, Barbaro começou a apresentar o The Daily, o primeiro podcast do NYT a ser exibido de maneira diária. No seu primeiro ano, o The Daily atraiu uma audiência de um milhão de ouvintes por dia. O podcast, possui episódios que normalmente duram 30 minutos, obteve um grande sucesso, tornando-se o podcast mais ouvido nos Estados Unidos em todos os meses de 2019. Na categoria de podcast de notícias, foi o mais popular dos Estados Unidos para os ouvintes do Spotify e da Apple Podcasts em 2020 e segundo podcast mais ouvido nos Estados Unidos. Embora o NYT tenha vários outros podcasts, a maior parte de sua receita de áudio em meados de 2019 veio do The Daily.
O Daily teve um sucesso ainda maior durante a pandemia de COVID-19. A revista Time escreveu que "Barbaro e sua equipe no Times se estabeleceram como as vozes mais confiáveis no podcasting em um momento em que nós, como país, estamos desesperados por informações". Observou que, na época, o The Daily tinha mais de 3,5 milhões de assinantes todos os dias, uma audiência "muito maior" do que o jornal diário e dominical do Times.
Em janeiro de 2021, Bárbaro se desculpou depois de pressionar em particular alguns jornalistas para retirar as críticas ao podcast do The New York Times, Caliphate.

## Imagem pública
Barbaro é conhecido por sua voz distinta, frequentemente descrita como 'doce', e seu estilo de fala "staccato". Seu sucesso com o The Daily e aparência distinta também levaram muitos a compará-lo a Ira Glass, apresentador e produtor de This American Life. Quando Barbaro estava crescendo, seu avô o criticava por usar "hum" ou "você sabe", então ele sempre fazia uma pausa ao falar para evitar o uso de palavras de preenchimento.
Desde o lançamento do The Daily, Barbaro recebeu cobertura significativa da mídia, onde fez aparições públicas esgotadas em todo o Estados Unidos,  e uma ampla gama de meios de comunicação o entrevistou sobre o The Daily, jornalismo e política. Recebeu destaque em programas de televisão como Late Night with Seth Meyers, CBS This Morning,e PBS NewsHour.
Seis meses após o lançamento do The Daily, a revista cultural The New Yorker escreveu um artigo sobre Bárbaro intitulado "Uma apreciação de Michael Barbaro e do The Daily". O artigo da Vanity Fair em novembro de 2021 sugeriu que o The Daily havia "transformado Barbaro de um repórter respeitado em uma celebridade da mídia de pleno direito".
Em novembro de 2018, Liev Schreiber interpretou Barbaro no programa humorístico Saturday Night Live.

## Prêmios e honrarias
No ano de 2018, Barbaro venceu o duPont–Columbia University Award, um dos prêmios mais prestigiados do jornalismo, por seu trabalho no The Daily. A Escola de Pós-Graduação em Jornalismo da Universidade de Columbia, que administra o prêmio, chamou o The Daily de "uma das conquistas marcantes do podcasting neste ano" e disse que o podcast está "elevando o nível jornalístico e inspirando uma onda de imitadores".
Barbaro feoi paraninfo da formatura da Escola de Pós-Graduação em Jornalismo da UC Berkeley em 2019 e co-organizou o duPont-Columbia Awards de 2020 com a principal âncora internacional da CNN, Christiane Amanpour.

## Vida pessoal
Em outubro de 2014, Barbaro casou-se com o jornalista Timothy Levin, um colega graduado em Yale. Levin, oito anos mais velho que Barbaro, fundou a Bespoke Education, uma empresa de tutoria e preparação para provas. Em julho de 2018, foi relatado que Barbaro e Levin haviam se divorciado. Em uma entrevista em junho de 2019 para o Evening Standard, Barbaro mencionou que "não foi uma coincidência" que ele e seu marido terminaram logo após o lançamento do The Daily. Ele disse: “[O programa] foi uma grande mudança e me expôs coisas sobre minha vida. Isso me fez refletir sobre quem eu era. Sempre que você passa por uma grande mudança na vida, ela testa todos os relacionamentos".
Após seu divórcio, Barbaro começou um relacionamento com a produtora executiva do The Daily, Lisa Tobin. Ambos se reportam ao mesmo chefe, Sam Dolnick. Em relação à orientação sexual de Bárbaro, o artigo observou: "[Barbaro] se recusa a definir sua orientação sexual ou se considera que ela mudou".
Um perfil da revista New Yorker sobre Barbaro em janeiro de 2020 relatou que Barbaro e Tobin compraram um apartamento juntos no Brooklyn em 2019 e estavam noivos. Em 7 de maio de 2021, Barbaro anunciou no The Daily que ele e Lisa Tobin deram as boas-vindas a um bebê chamado Tobin Barbaro. Michael escreveu no boletim do The Daily em 28 de maio: "Minha esposa e eu tivemos um bebê", confirmando que ele e Tobin haviam se casado. Michael tirou licença paternidade do The Daily durante grande parte de 2021. No dia 5 de agosto de 2022, ele anunciou no The Daily que tinha outra filha, Mira Ruth Barbaro.